# Kuràssovka
Kuràssovka (en rus: Курасовка) és un poble de l'óblast de Lípetsk, a Rússia, que en el cens del 2010 tenia 7 habitants. Pertany al districte rural d'Izmàlkovo.